# تبويب برج الحمام

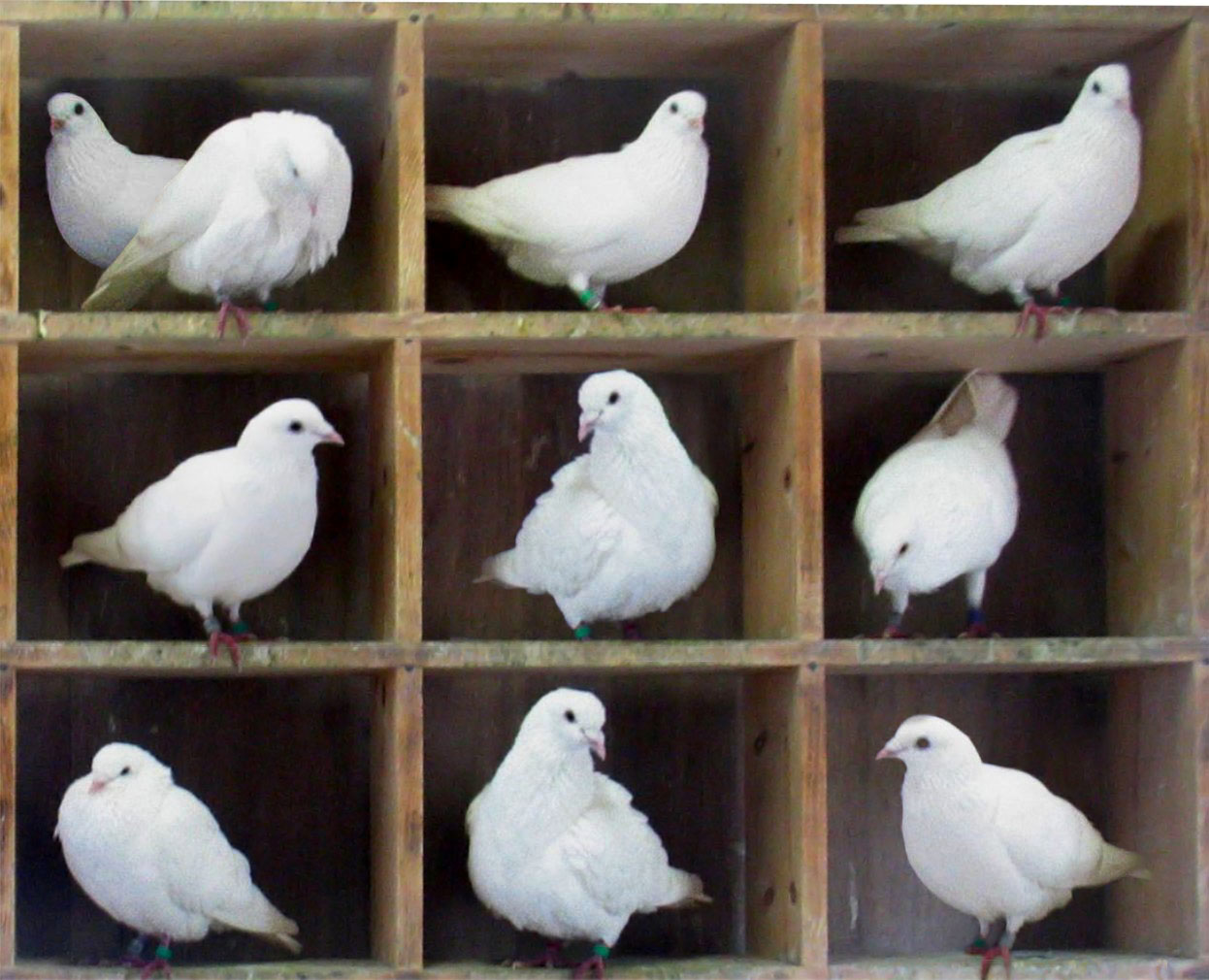

تبويب برج الحمام هي أية عملية تحاول تصنيف وحدات متباينة إلى عدد صغير من الفئات (عادة ما تكون فئات تبادلية حصرية).
يحمل هذا المصطلح عادةً دلالات نقدية، حيث ينطوي على أن نظام التصنيف المشار إليه يعكس الكيانات المصنفة بصورة غير مناسبة أو أنه يعتمد على الصورة النمطية.
تضم مواطن الضعف الشائعة لأنظمة التبويب ما يلي:
- تُعرف الفئات تعريفًا ضعيفًا (لأنها عادة ما تكون ذاتية).
- قد تكون الوحدات مناسبة لأكثر من فئة. فمثلاً: الرواند يحمل صفتي «سام» و«صالح للأكل».
- قد لا تكون الوحدات مناسبة لأية فئة متوفرة. مثلاً: عند سؤال شخص من واشنطن العاصمة في أي ولاية تعيش.
- قد تتغير الوحدات بمرور الوقت، بحيث لم تعد مناسبة للفئة التي صنفت فيها. مثلاً: قد تتغير أنواع معينة من الأسماك من ذكر إلى أنثى أثناء دورة حياتها.
- محاولة تقسيم الخصائص التي من الأفضل أن تكون متصلة. مثلاً: محاولة تصنيف الناس إلى منطويون و«منفتحون».
- الخصائص المستخدمة لتصنيف الوحدات لا تتوقع بدقة السمات المنوطة بتلك الفئات. مثلاً: الاعتماد على البرج الفلكي كدليل على شخصية المرء.